# Konferencja pokojowa w Paryżu (1919–1920)

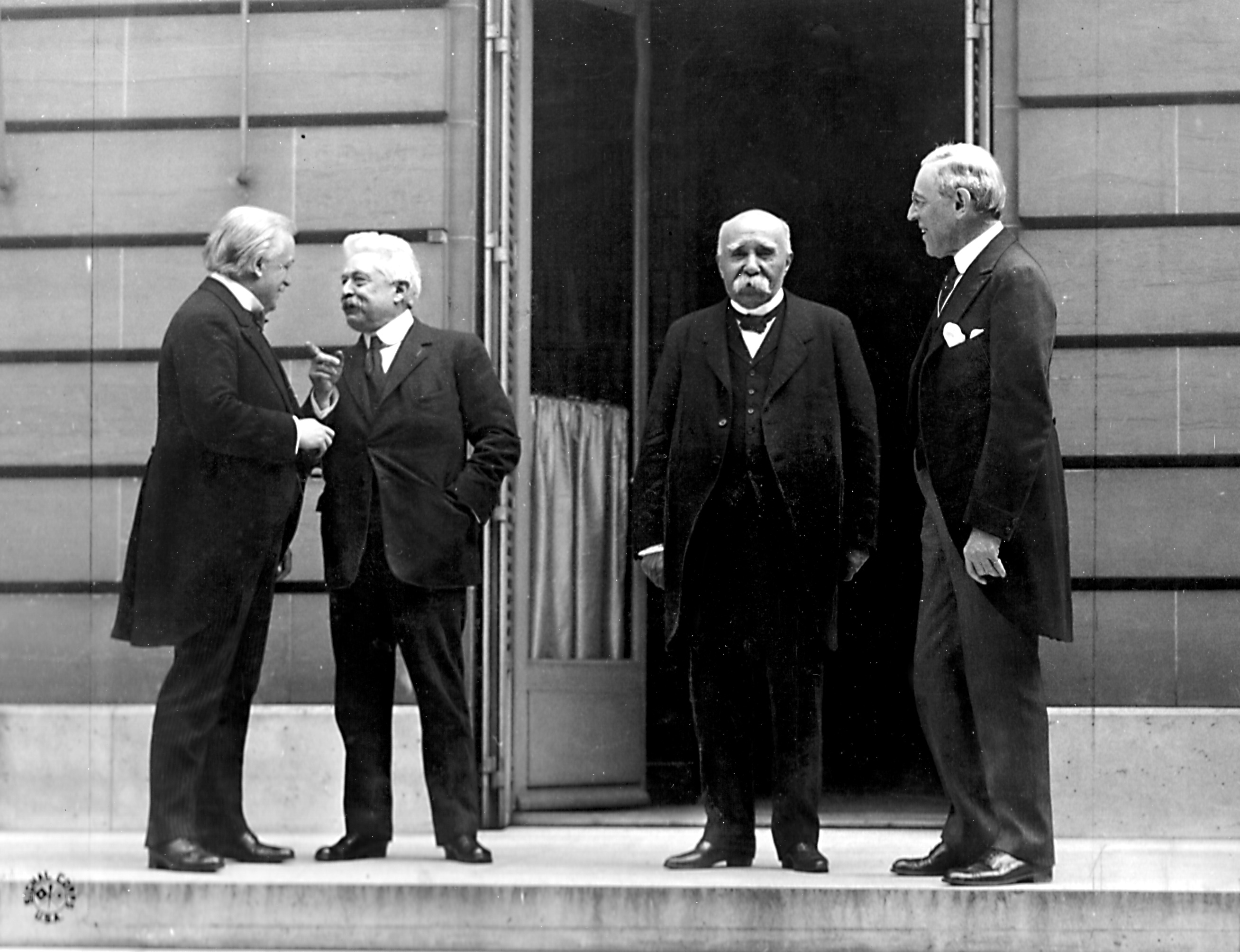
Wielka Czwórka Konferencji: David Lloyd George, Vittorio Emanuele Orlando, Georges Clemenceau i prezydent USA Woodrow Wilson.

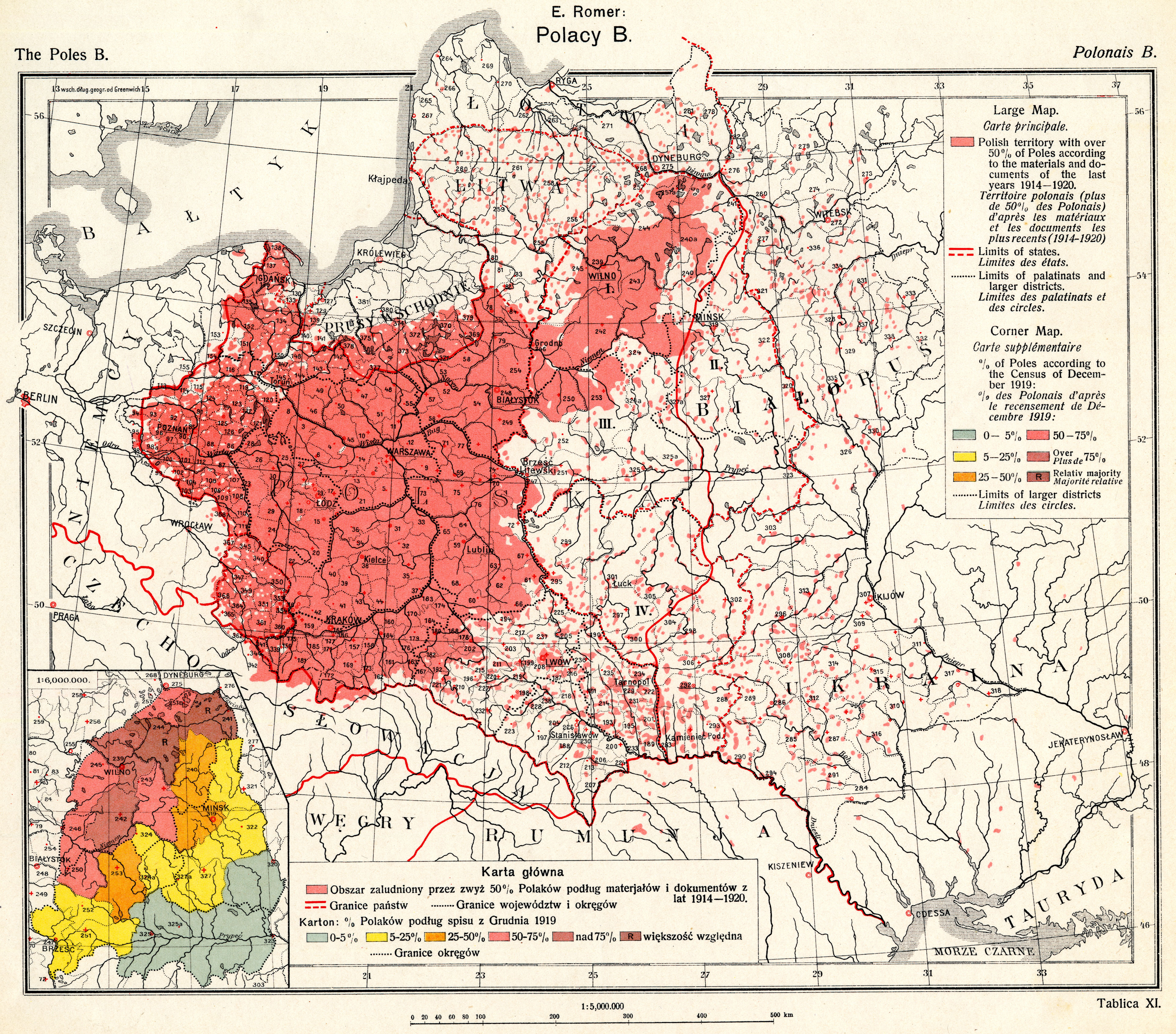
Mapa etnograficzna rozmieszczenia ludności polskiej autorstwa Eugeniusza Romera, wykorzystana przez delegację Polski na konferencji paryskiej

Polskie postulaty terytorialne na paryskiej konferencji pokojowej (Linia Dmowskiego) na tle mapy etnograficznej regionu i granic Rzeczypospolitej 1772

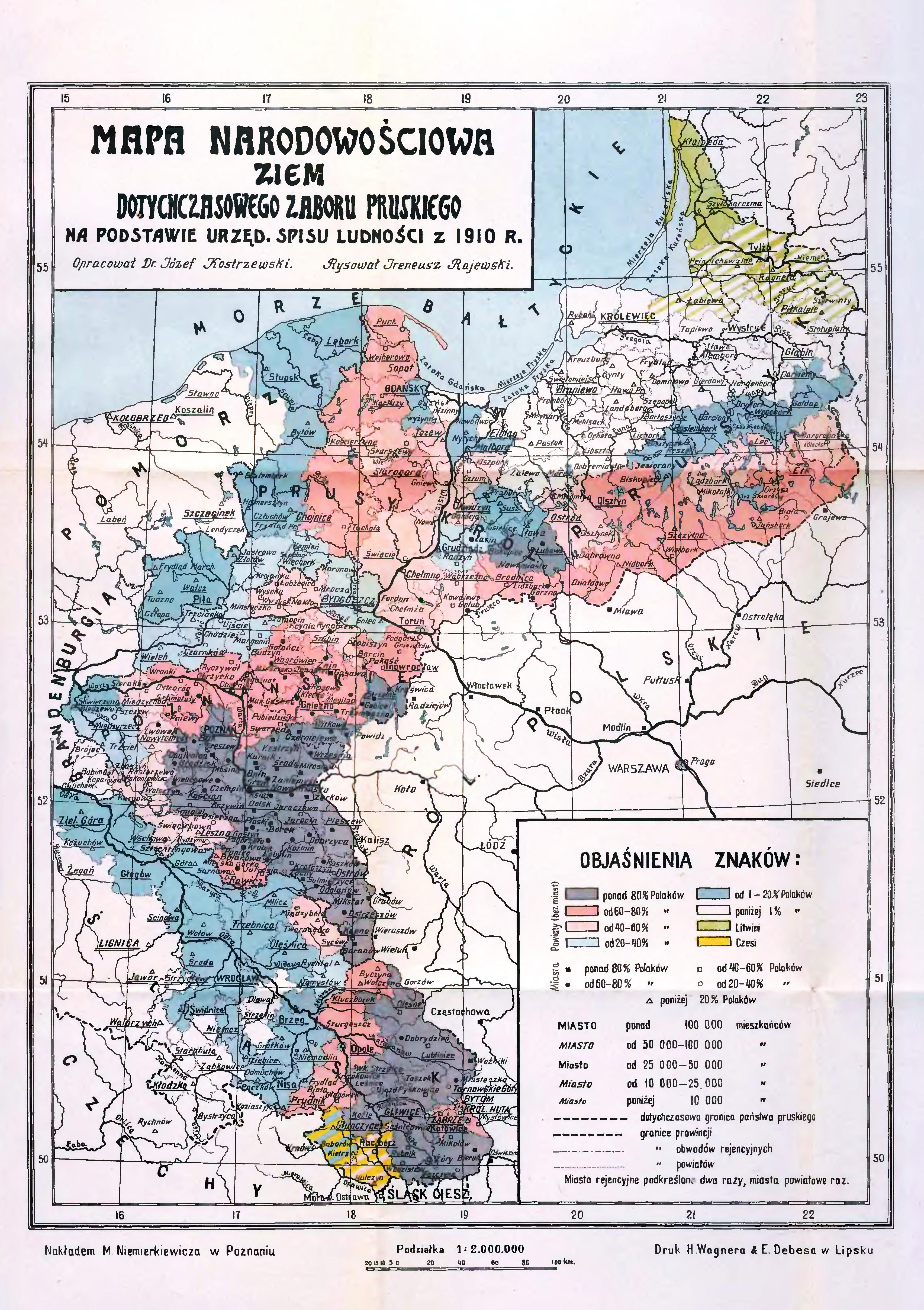
Mapa narodowościowa ziem zaboru pruskiego, dawnych Prus Książęcych i pruskiej części Górnego Śląska oraz niektórych terenów Dolnego Śląska (tereny nie należące do zaboru pruskiego) na podstawie urzędowego pruskiego spisu ludności z 1910 r. (w spisie deklarowało się używany język, a nie narodowość). Sporządzona przez Józefa Kostrzewskiego i Ireneusza Rajewskiego 1919

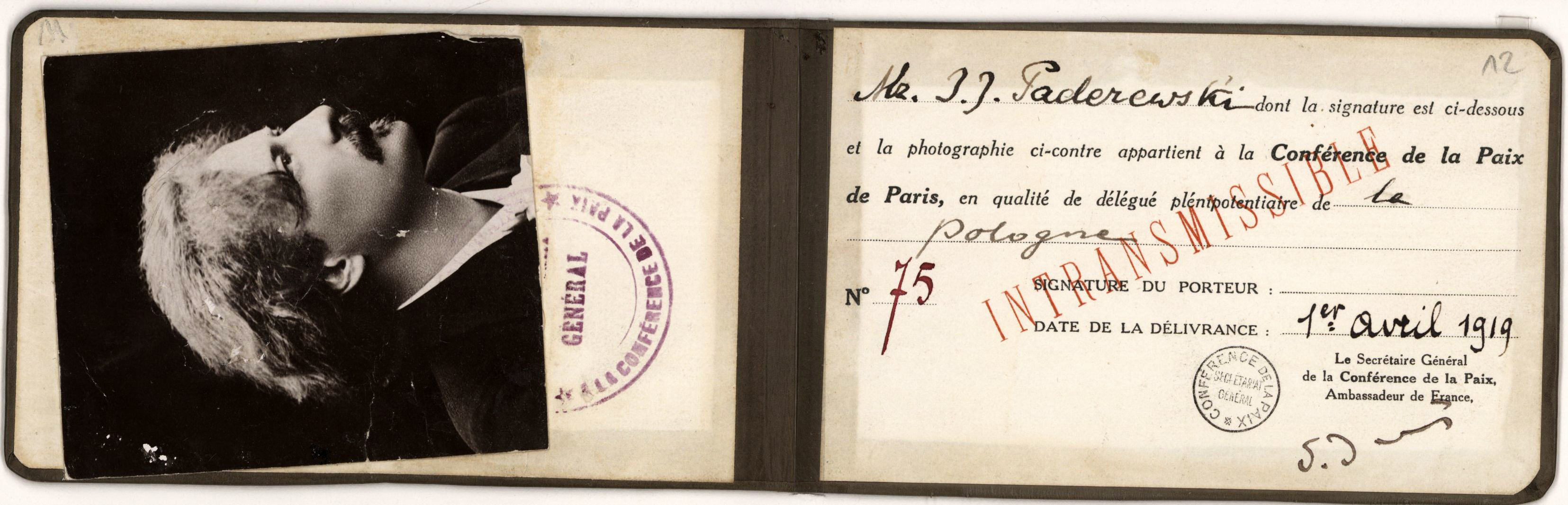
Przepustka Ignacego Paderewskiego jako delegata Polski na paryską konferencję pokojową w 1919 r.

Konferencja pokojowa w Paryżu – konferencja pokojowa, zorganizowana w Paryżu po zakończeniu I wojny światowej, trwająca od 18 stycznia 1919 do 21 stycznia 1920 roku. Brało w niej udział 27 zwycięskich państw.
Państwa pokonane w I wojnie światowej (Niemcy, Austro-Węgry, Imperium Osmańskie, Bułgaria) nie zostały dopuszczone do negocjacji podczas konferencji. Przedstawiono im tylko traktaty do podpisania (w tym odrębnie dla Austrii i Węgier). Rosja Radziecka nie została zaproszona, gdyż mocarstwa Ententy nie uznawały rządu bolszewickiego, który podpisał był w marcu 1918 separatystyczny pokój z Niemcami, zaś żaden rząd wyłoniony przez Białych nie został jednocześnie oficjalnie uznany przez Ententę.
W czasie konferencji został podpisany traktat wersalski – główny układ pokojowy kończący I wojnę światową, podpisany przez Niemcy i państwa Ententy 28 czerwca 1919 roku. Dokumenty ratyfikacyjne złożono w Paryżu 10 stycznia 1920 roku i z tą datą wszedł w życie. Traktat ustalił wiele granic międzypaństwowych w Europie oraz wprowadził nowy ład polityczny.

## Przyczyny i wydarzenia bezpośrednio poprzedzający kongres
Jesienią 1918 r. zakończyły się działania wojenne na większą skalę, niektóre państwa demobilizowały swoje armie. Austro-Węgry rozpadły się na nowe państwa: Austria, Czechosłowacja, Królestwo Serbów, Chorwatów i Słoweńców (SHS), Polska i Węgry. W Rosji wybuchła rewolucja bolszewicka, w wyniku której oderwało się od niej kilka państw: Finlandia, Litwa, Łotwa, Estonia, Królestwo Polskie. Na skutek osłabienia Niemiec z postulatami rewindykacyjnymi wystąpili: Francuzi, Duńczycy, Litwini i Polacy z zaboru pruskiego.
W Europie Środkowo-Wschodniej przez wiele lat krzyżowały się ze sobą idee narodowe i internacjonalistyczne, na granicach toczyły się małe wojny o zasięg tworzących się państw. Z tego powodu wielkie mocarstwa nawoływały do zaprzestania walk i uznania decyzji konferencji pokojowej, która miała ustalić granice zgodnie z zasadą etniczną. W Rosji, gdzie trwała wojna domowa, siły alianckie wspierały oddziały białych przeciwko oddziałom czerwonych. Cała Europa z jednej strony czekała na decyzje przyszłej konferencji pokojowej, a z drugiej oczekiwała wyniku wojny domowej.
Porażka Niemiec wywołała szok w niemieckim społeczeństwie, autorytet władzy całkowicie upadł, dochodziło do buntów robotników, żołnierzy, literatów, uczonych czy malarzy. W państwie formalnie władzę przejęła SPD, która nawoływała do ewolucyjnej drogi do socjalizmu. Komuniści niemieccy zbojkotowali wybory z 1918 r.; dochodziło do demonstracji antyrządowych, w wyniku których doszło do rewolucji listopadowej, która została stłumiona. Do podobnej rewolucji doszło na Węgrzech, gdzie w marcu proklamowano Republikę rad, która przetrwała 133 dni.
Trwającej cztery lata I wojny światowej nie można było w pełni zakończyć, dopóki nie przyjęło się układów pokojowych, które zakończyłyby stan wojny z Niemcami, Turcją, Bułgarią i byłymi Austro-Węgrami, czyli: Austrią i Węgrami. Nowe granice planowano wyznaczyć zgodnie z zasadą etniczną. Wobec woli Francji, konferencję pokojową zwołano w Paryżu. Pomimo wcześniejszych deklaracji w konferencji uczestniczyły tylko 32 państwa zwycięskie, zwane państwami sprzymierzonymi i stowarzyszonymi. Z uwagi na to, że nie można było debatować w tak wielkim gronie, pośród tych państw wyłoniono radę dziesięciu, w skład której wchodzili szefowie rządów i ministrowie spraw zagranicznych wielkich mocarstw: USA, Wielka Brytania, Włochy, Francja, Japonii. Państwa pokonane i Rosja Sowiecka nie zostały dopuszczone do obrad. Do Paryża przybył również prezydent USA Wilson. Delegacje państw zwycięskich zaczęły zjeżdżać do Paryża już w 1918 r., uroczyste otwarcie obrad odbyło się 18 stycznia 1919 r.

## Problem niemiecki
Francuzi dążyli do maksymalnego okrojenia i osłabienia Niemiec, aby wyeliminować zagrożenie z ich strony. Według francuskich przedstawicieli, Niemcy doprowadzili do Wielkiej Wojny i powinni być ukarani, między innymi płacąc ogromne odszkodowania za zniszczenia. Przeciwnikiem takiej polityki była Wielka Brytania, która obawiała się, że wskutek osłabienia Niemiec pozycja Francji w Europie zbyt mocno wzrośnie.
Przeciwnikiem maksymalnego osłabienia Niemiec był ekonomista John Maynard Keynes, który twierdził, że nadmierne obciążenia mogą doprowadzić do kryzysu w Niemczech i całej Europie. Brytyjski premier Lloyd George uważał, że załamanie ekonomiczne i polityczne niemieckiego państwa może skutkować wybuchem rewolucji i przymierzem z Rosją Sowiecką, co może być zagrożeniem dla całej Europy. Z tego powodu rząd brytyjski 25 marca 1919 r. wystosował do rządu Francji specjalne memorandum, w którym ostrzegał przed ewentualną rewolucją w Niemczech. Premier brytyjski ostro krytykował również projekty oderwania od Niemiec prowincji wschodnich i przekazania ich Polsce. Podobne zdanie miał prezydent Wilson.
7 maja 1919 r. zwołano plenarne posiedzenie konferencji, na którym była obecna delegacja niemiecka, podczas której przestawiono projekt traktatu pokojowego. Strona niemiecka odmówiła przyjęcia owego traktatu, co wywołało oburzenie wśród innych polityków, tym bardziej że minister spraw zagranicznych Niemiec Ulrich von Brockdorff-Rantzau, udzielił odpowiedzi na siedząco, tymczasem Clemenceau mówił, stojąc. Dziennikarze i politycy zauważyli, że Niemcy zawsze, gdy zwyciężali, narzucali państwom pokonanym ostre żądania. Niemieccy generałowie uważali, że ich kraj nie został pokonany i sądzili, że należy wznowić działania wojenne na wschodzie i doprowadzić do zmiany traktatów. Idea ta okazała się nierealna, gdyż automatycznie oznaczałaby to wojnę z zachodem.
Projekt traktatu został nieco złagodzony, a do rządu niemieckiego wystosowano ultimatum, grożąc wznowieniem działań wojennych, jeśli Niemcy do 23 czerwca nie przyjmą traktatu pokojowego. W odpowiedzi rząd Niemiec z Philippem Scheidemannem na czele postanowił ustąpić. 21 czerwca prezydent Friedrich Ebert powołał nowy rząd z Gustavem Bauerem. 22 czerwca w zgromadzeniu narodowym odbyły się dyskusje i głosowania nad traktatem. Część posłów była gotowa podpisać traktat, jeśli usunie się z niego klauzule dotyczące odpowiedzialności Niemiec za wybuch wojny i płacenia odszkodowań wojennych. Te warunki odrzucili alianci i ponowili ultimatum. Ostatecznie za podpisaniem traktatu głosowało 237 posłów, przeciwko 138, a 6 wstrzymało się od głosu.
Uroczystość podpisania traktatu miało miejsce w pałacu w Wersalu w słynnej Sali Zwierciadlanej 28 czerwca 1919 r. Ze strony niemieckiej podpisy złożyli: kanclerz Gustav Bauer, minister spraw zagranicznych Hermann Müller i minister komunikacji Johannes Bell. Traktat został ratyfikowany i 10 stycznia 1920 r. wszedł w życie.

## Delegacja polska
Delegatami pełnomocnymi Polski na konferencję paryską byli: Roman Dmowski, prezes Komitetu Narodowego Polskiego, jako pierwszy delegat i Ignacy Jan Paderewski, ówczesny prezes ministrów i minister spraw zagranicznych (zastępował go jakiś czas Kazimierz Dłuski). W kwietniu 1919 r. delegatem pełnomocnym do spraw ekonomicznych mianowany został przez rząd polski Władysław Grabski. Nie zwiększało to liczby delegatów, gdyż Polska miała prawo być reprezentowaną tylko przez dwóch przedstawicieli.
Pełny skład delegacji polskiej (poza pełnomocnymi delegatami) był w pierwszych miesiącach konferencji następujący: delegaci radcy techniczni prof. Stanisław Kutrzeba – do kwestii prawnych; Konstanty Skirmunt i Leon Łubieński, członkowie Komitetu Narodowego, i Kazimierz Rybiński, delegat min. spraw zagr. – do spraw odpowiedzialności wojennych; Stanisław Patek i Jan Żółtowski, czł. Kom. Nar. – do kwestii pracy; Zygmunt Chamiec, gen. sekretarz polskiej Delegacji ekonomicznej – do spraw finansowych; dr Artur Benis, sekr. krakowskiej izby handlowej – do spraw ekonomicznych; Zygmunt Chamiec, Władysław Grabski; prezes urzędu likwidacyjnego, Kazimierz Olszowski; dyrektor dep. odszkodowań wojennych w min. skarbu, prof. Roman Rybarski – do spraw odszkodowań wojennych; Andrzej Wierzbicki, b. minister przemysłu i handlu – do spraw ekonomicznych i handlowych; prof. Kazimierz Kasperski – do spraw komunikacji. Eksperci techniczni: do spraw politycznych i dyplomatycznych: Joachim Stefan Bartoszewicz, Kazimierz Downarowicz, Erazm Piltz, Mikołaj Rey, Marian Seyda, Władysław Sobański, Włodzimierz Tetmajer, Stanisław August Thugutt, Józef Wielowieyski, Maurycy Zamoyski, członkowie Komitetu Narodowego, i Gustaw Szura, delegat cieszyńskiej Rady Narodowej. Do spraw historycznych i prawnych: Franciszek Jan Pułaski, prezes Biura prac kongresowych, prof. Oskar Halecki, prof. Władysław Konopczyński, Leon Ostroróg, b. radca prawny przy Porcie Osmańskiej, Czesław Pruszyński, radca legacyjny, prof. Wacław Sobieski, prof. Bohdan Winiarski. Do spraw morskich – pułkownik Jerzy Zwierkowski. Do kwestii pracy: Franciszek Sokal. Do spraw ekonomicznych, przemysłowych, rolnych, finansowych i handlowych: Wacław Babiński, prof. Franciszek Bujak, prof. Józef Buzek, Zygmunt Chrzanowski, wiceprezes Centr. Tow. rolniczego, Antoni Doerman, podsekretarz stanu dla przemysłu i handlu w Galicji, Bogusław Herse, prezes Stowarzyszenia handlowców polskich. Stanisław Karłowski, dyrektor Banku Handlowego w Warszawie, Stefan Laurysiewicz, wiceprezes Stowarzyszenia handlowców polskich, Andrzej Lubomirski, prezes Tow. galicyjskich przemysłowców, Stefan Markowski, b. dyrektor Banku ros.-azjatyckiego w Londynie i Nowym Jorku, Edward Natanson, Maurycy Poznański, członkowie Rady Towarzystwa Przemysłowców Polskich, Edward Rose, Aleksander Szczepański, dyrektor sekcji ekonom, w min. spr. zagr. w Warszawie, prof. Henryk Tennenbaum, prof. Gustaw Wertheim. Do spraw odszkodowań: Wacław Kawiński, dyrektor komisji szacunkowej. Do spraw geograficznych i etnograficznych: prof. Jan Czekanowski, prof. Kazimierz Nitsch, prof. Eugeniusz Romer, Jan Emanuel Rozwadowski, członek Kom. Nar., prof. Antoni Sujkowski. Sekretariat generalny: sekretarz gen. Stanisław Kozicki, członek Kom. Nar.; wicesekretarz Michał Sokolnicki, czł. Kom. Nar. i Z. Chamiec (od kwietnia 1919 r., zamiast dwóch ostatnich, jako drugi sekretarz generalny Joachim Bartoszewicz, szef departamentu politycznego Delegacji). Szef biura – Jerzy Tomaszewski, b. sekretarz legacyjny (później prof. Jan Czekanowski, następnie Gustaw Szura). Kierownik Wydziału Prasowego – Ludwik Włodek (później Marian Seyda, następnie Bolesław Bator).
Powyższy skład Delegacji uległ w dalszych miesiącach trwania Konferencji pewnym zmianom i redukcji.

## Inne traktaty zawarte w czasie konferencji
- Rozejm w Trewirze
- Mały traktat wersalski
- Traktat w Saint-Germain-en-Laye (z Austrią)
- Traktat w Neuilly-sur-Seine (z Bułgarią)
- Traktat w Trianon (z Węgrami)
- Traktat w Sèvres (z Turcją)